# Funció gairebé periòdica
En matemàtiques, una funció gairebé periòdica és, en termes generals, una funció d'un nombre real que és periòdica dins de qualsevol nivell de precisió desitjat, donat "quasi-períodes" adequadament llargs i ben distribuïts. El concepte va ser estudiat primer per Harald Bohr i posteriorment generalitzat per Vyacheslav Stepanov, Hermann Weyl i Abram Samoilovitch Besicovitch, entre d'altres. També hi ha una noció de funcions gairebé periòdiques en grups abelians localment compactes, estudiada per primera vegada per John von Neumann.
La gairebé periodicitat és una propietat dels sistemes dinàmics que semblen recórrer els seus camins a través de l'espai de fases, però no exactament. Un exemple seria un sistema planetari, amb planetes en òrbites movent-se amb períodes que no són conmensurables (és a dir, amb un vector període que no és proporcional a un vector de nombres enters). Es pot utilitzar un teorema de Kronecker a partir d'una aproximació diofàntica per demostrar que qualsevol configuració particular que es produeixi una vegada, tornarà a estar dins de qualsevol precisió especificada: si esperem prou, podem observar que tots els planetes tornen en un segon d'arc a les posicions en què es troben. una vegada hi van entrar.

## Motivació
Hi ha diverses definicions inequivalents de funcions gairebé periòdiques. La primera la va donar Harald Bohr. El seu interès va ser inicialment per les sèries finites de Dirichlet. De fet, truncant la sèrie de la funció zeta de Riemann ζ(s) per fer-la finita, s'obtenen sumes finites de termes del tipus
{\displaystyle e^{s\log n}\,}
amb s escrit com (σ + it) – la suma de la seva part real σ i la part imaginària it. Fixant σ, de manera que restringint l'atenció a una única línia vertical en el pla complex, també ho podem veure com
{\displaystyle n^{\sigma }e^{(\log n)it}.\,}
Prendre una suma finita d'aquests termes evita dificultats de continuació analítica a la regió σ<1. Aquí el registre de "freqüències". n no seran tots conmensurables (són tan linealment independents sobre els nombres racionals com els nombres enters n ho són multiplicativament independents – cosa que es redueix a les seves factoritzacions primeres).
Amb aquesta motivació inicial per considerar tipus de polinomis trigonomètrics amb freqüències independents, es va aplicar l'anàlisi matemàtica per discutir el tancament d'aquest conjunt de funcions bàsiques, en diverses normes.
La teoria va ser desenvolupada utilitzant altres normes per Besicovitch, Stepanov, Weyl, von Neumann, Turing, Bochner i altres als anys 20 i 30.

## Senyals quasi periòdics en síntesi d'àudio i música
En el processament de la parla, el processament del senyal d'àudio i la síntesi musical, un senyal quasi periòdic, de vegades anomenat senyal quasiharmònic, és una forma d'ona pràcticament periòdica microscòpicament, però no necessàriament periòdica macroscòpicament. Això no dona una funció quasi periòdica en el sentit de l'article de la Viquipèdia amb aquest nom, sinó quelcom més semblant a una funció gairebé periòdica, sent una funció gairebé periòdica on qualsevol període és pràcticament idèntic als seus períodes adjacents però no necessàriament semblant als períodes. molt més lluny en el temps. Aquest és el cas dels tons musicals (després del transitori d'atac inicial) on tots els parcials o armònics són harmònics (és a dir, tots els armònics es troben a freqüències que són un múltiple enter d'una freqüència fonamental del to).
Quan un senyal {\displaystyle x(t)\ } és totalment periòdic amb període {\displaystyle P\ }, aleshores el senyal satisfà exactament
{\displaystyle x(t)=x(t+P)\qquad \forall t\in \mathbb {R} } o
{\displaystyle {\Big |}x(t)-x(t+P){\Big |}=0\qquad \forall t\in \mathbb {R} .\ }
La representació de la sèrie de Fourier seria
{\displaystyle x(t)=a_{0}+\sum _{n=1}^{\infty }{\big [}a_{n}\cos(2\pi nf_{0}t)-b_{n}\sin(2\pi nf_{0}t){\big ]}} o
{\displaystyle x(t)=a_{0}+\sum _{n=1}^{\infty }r_{n}\cos(2\pi nf_{0}t+\varphi _{n})}
on {\displaystyle f_{0}={\frac {1}{P}}} és la freqüència fonamental
Quan {\displaystyle x(t)\ } aleshores és quasi periòdic
{\displaystyle x(t)\approx x{\big (}t+P(t){\big )}\ } o
{\displaystyle {\Big |}x(t)-x{\big (}t+P(t){\big )}{\Big |}<\varepsilon \ } on
{\displaystyle 0<\epsilon \ll {\big \Vert }x{\big \Vert }={\sqrt {\overline {x^{2}}}}={\sqrt {\lim _{\tau \to \infty }{\frac {1}{\tau }}\int _{-\tau /2}^{\tau /2}x^{2}(t)\,dt}}.\ }
Mentre que en aquest cas quasi periòdic, la freqüència fonamental {\displaystyle f_{0}(t)\ }, les freqüències harmòniques {\displaystyle f_{n}(t)\ }, i els coeficients de Fourier {\displaystyle a_{n}(t)\ }, {\displaystyle b_{n}(t)\ }, {\displaystyle r_{n}(t)\ }, o {\displaystyle \varphi _{n}(t)\ } no són necessàriament constants, i són funcions del temps, tot i que les funcions del temps varien lentament. Dit d'una altra manera, aquestes funcions del temps estan limitades en banda a molt menys que la freqüència fonamental {\displaystyle x(t)\ } per considerar-se quasi periòdic.
Les freqüències parcials {\displaystyle f_{n}(t)\ } són gairebé harmònics, però no necessàriament exactament. La derivada temporal de {\displaystyle \varphi _{n}(t)\ }, això és {\displaystyle \varphi _{n}^{\prime }(t)\ }, té l'efecte de desajustar els parcials del seu valor harmònic enter exacte {\displaystyle nf_{0}(t)\ }. Un canvi ràpid {\displaystyle \varphi _{n}(t)\ } significa que la freqüència instantània d'aquest parcial està severament desajustada del valor harmònic enter, la qual cosa significaria que {\displaystyle x(t)\ } no és quasi periòdic.